# Lunnasjön, Närke
Lunnasjön är en sjö i Lekebergs kommun i Närke och ingår i Norrströms huvudavrinningsområde. Sjöns area är 0,026 kvadratkilometer och den befinner sig 153 meter över havet.